# Cehova, Colomeea
Cehova (în ucraineană Чехова) este un sat în comuna Ostapkivți din raionul Colomeea, regiunea Ivano-Frankivsk, Ucraina.

## Demografie
Componența lingvistică a localității Cehova
     Ucraineană (100%)
Conform recensământului din 2001, toată populația localității Cehova era vorbitoare de ucraineană (100%).